# Radek Dominik
Radek Dominik (25. května 1938 Štítina – 27. července 2018 Ostrava) byl český bubeník, pocházel ze Štítiny u Opavy. Hrál ve skupině Ivo Pavlíka od roku 1960 a do Flaminga přišel v roce 1967. V roce 1976 se vrátil k Ivo Pavlíkovi a od Pavlíka za něj přišel do Flaminga Vlastimil Bílek.
Dominik byl členem ORO i Figarova tria po těch devět let, kdy působil ve Flamingu.
V roce 1981 se narodil jeho syn Jakub.
Jeho syn Jakub je také vystudovaným bubeníkem a hraje ve skupině Kryštof (hudební skupina).